# Kilifi
Kilifi è un centro abitato del Kenya, capoluogo dell'omonima contea. Situata a 56 kilometri di strada a nordest di Mombasa, questa città costiera è bagnata dall'insenatura omonima nei pressi dell'estuario del fiume Goshi. La sua popolazione è di 122 899 abitanti (censimento del 2009).

## Monumenti e luoghi d'interesse
Kilifi è conosciuta per la sua spiaggia e per le rovine di Mnarani, tra cui figurano moschee e tombe edificate tra il XIV ed il XVII secolo.

## Note

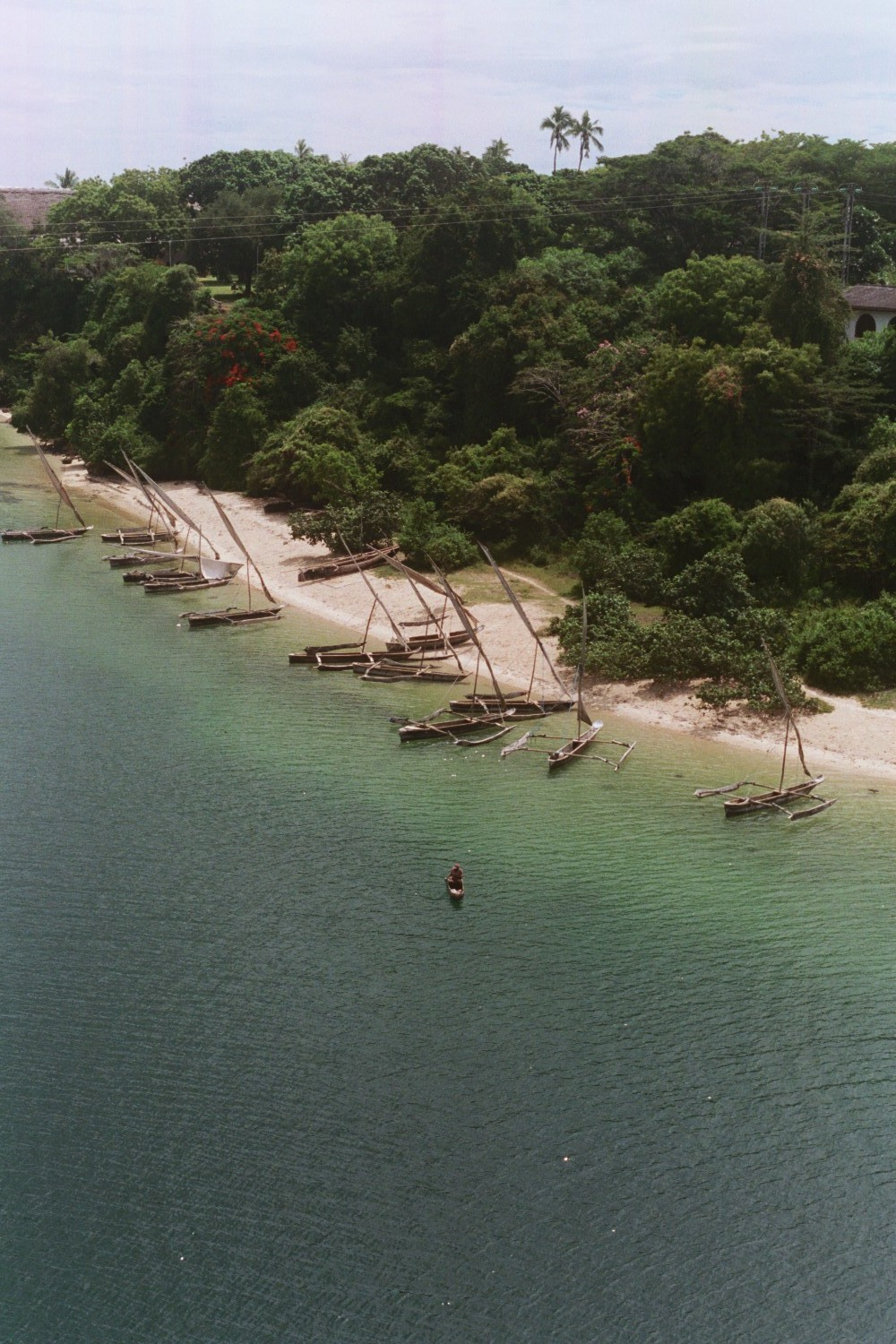
Un tratto dell'insenatura di Kilifi